# Intimate Portrait
Intimate Portrait je americký televizní seriál. Vysílala jej stanice Lifetime v letech 1994 až 2005. Každý díl představoval portrét dané osobnosti, obsahoval rozhovory jak s touto osobností, tak i s jejími spolupracovníky či příbuznými. Byly natočeny portréty mnoha osobností, mezi které patří například Faith Hill, Katharine Hepburnová, Betsey Johnsonová, Carly Simon a Grace Kellyová.